# Vladimir Gelfand
Vladimir Natanovitsj Gelfand (Russisch: Владимир Натанoвич Гельфанд; 1 maart 1923 – 25 november 1983) was een Sovjetische luitenant en schrijver van Joodse afkomst. Zijn oorlogsdagboek, geschreven tussen 1941 en 1946, geldt als een belangrijk ego-document over de ervaringen van Sovjetsoldaten tijdens en na de Tweede Wereldoorlog, in het bijzonder in bezet Duitsland.

## Biografie
Gelfand werd geboren in Novoarkhangelsk in de Oblast Kirovohrad (nu in Oekraïne). In 1931 verhuisde zijn familie naar Dnjepropetrovsk. Tijdens de Tweede Wereldoorlog werd hij in april 1942 opgeroepen en diende hij als luitenant bij het  Rode Leger. Hij nam deel aan de gevechten in Oekraïne, Polen en Duitsland.  
Na de overwinning op nazi-Duitsland was hij tot 1946 in Duitsland gestationeerd. In die periode hield hij dagelijks een dagboek bij waarin hij zijn indrukken, ontmoetingen met de Duitse bevolking en persoonlijke observaties noteerde.  
Na zijn terugkeer werkte Gelfand als leraar geschiedenis in Dnjepropetrovsk. Zijn geschriften werden in de Sovjet-Unie nooit gepubliceerd. Hij overleed daar in 1983.

## Publicatie van het dagboek
Het dagboek van Vladimir Gelfand bleef decennialang ongepubliceerd. Pas aan het begin van de 21e eeuw werd het herontdekt en uitgegeven. De publicatie in Duitsland onder de titel Deutschland-Tagebuch 1945–1946 kreeg brede aandacht in de media.
In Rusland werd het dagboek bekend dankzij publicaties waarin ook de militaire context van de 248e Schutdivisie werd behandeld door historicus Oleg Sjein.
Daarnaast verscheen een selectie van de teksten online in het tijdschrift Gefter.

## Betekenis
Het dagboek van Gelfand wordt beschouwd als een belangrijke bron voor historici. Het geeft een openhartig beeld van het leven van Sovjetsoldaten in Duitsland na de oorlog, hun interacties met de lokale bevolking en hun persoonlijke ervaringen. Omdat de aantekeningen niet door de Sovjetcensuur zijn aangepast, gelden ze als een zeldzaam en betrouwbaar egodocument.

## Media
„Dagboek van een Sovjetsoldaat. Zijn kracht ligt in de beschrijving van een werkelijkheid die lange tijd werd ontkend en nooit werd beschreven in het perspectief van het dagelijks leven. Ondanks alle verschrikkingen is het meeslepende lectuur, die ons na vele jaren bereikt. Deze aantekeningen tonen voor het eerst het gezicht van de rode legerwinnaars, wat de mogelijkheid biedt het innerlijke leven van de Russische soldaten te begrijpen. Voor Poetin en zijn post-Sovjet wachters zal het moeilijk zijn dit dagboek op te bergen in het kastje met de gifstoffen van de vijandige Russische propaganda.“
„Het Duitse dagboek 1945–46 van Gelfand is in veel opzichten opmerkelijk. Het is een ongewone ooggetuigenbeschrijving van de bevrijding van Polen en Oost-Duitsland door het Rode Leger. Aangezien het in het Rode Leger verboden was een dagboek bij te houden, waarschijnlijk om veiligheidsredenen, hebben de lezers al reden om de Oekraïense luitenant Vladimir Gelfand dankbaar te zijn, die dit verbod dapper heeft overtreden. Ondanks het feit dat het dagboek in sommige opzichten ontoereikend is, kan het een tegenwicht vormen tegen die legers van historische revisionisten die werken om de grootste overwinning van de mensheid op het hitlerisme om te vormen tot een brute aanval van de stalinistische garde op de westerse beschaving.“
„Onder de vele ooggetuigenverslagen van het einde van de Tweede Wereldoorlog in Duitsland verscheen in 2005 het dagboek van een jonge Sovjetluitenant, die deelnam aan de verovering van Berlijn en in de stad bleef tot september 1946. Het „Duitse dagboek“ van Vladimir Gelfand werd het onderwerp van brede belangstelling van de media, die met hun commentaren de bestaande Duitse verhalen over de val van Berlijn en de houding van de Sovjetbezetters tegenover de Duitse bevolking van die tijd op een nieuwe manier belichten.“
„Het dagboek van Gelfand weerspiegelt de stemming van de Sovjettroepen in de laatste fase van de Tweede Wereldoorlog en na het einde ervan. Een Jood van Oekraïense afkomst komt met grote directheid en een groeiend verlangen naar wraak, dat zich verspreidde onder de troepen die deelnamen aan het Weichsel-Oderoffensief, in Duitsland terecht. De haat tegen de vijand wordt steeds meer geïdentificeerd met het gehele Duitse volk. Gelfand is getuige van verwoestingen, plunderingen, sterfgevallen en verraad. In de dagboeken zijn verschillende gevallen van geweld en verkrachtingen van Duitse vrouwen opgetekend. Hij is zowel een gevoelige observator als een deelnemer in één persoon en probeert niet de wraak- en plunderdaden te verbergen. De dagboeken van Gelfand zijn een unieke kroniek van het begin van de Sovjetbezetting van Duitsland.“

## Övrigt
- Olika föremål från Vladimir Gelfands personliga samling – brev, dokument, troféer och annat material – överlämnades 2007 till Tysk-ryska museet Berlin-Karlshorst.[23]
- Originalen av Dagbok och brev 1941–1946, fotografier, intyg, dokument och andra föremål från Vladimir Gelfands familjs privata samling överlämnades 2014 till Judiska museet och toleranscentret i Moskva, Ryssland.
- Originalen av Dagbok och brev 1947–1983, fotoalbum, intyg, dokument och andra föremål från Vladimir Gelfands familjs privata samling överlämnades 2020 till Museet ”Det judiska folkets minne och Förintelsen i Ukraina” i Dnipro, Ukraina.[24][25]

## Zijn boeken
- 2002 — Baden-Baden, Duitsland: Battert-Verlag, Tagebuch 1941–1946. ISBN 3-87989-360-8
- 2005 — Berlijn, Duitsland: Aufbau-Verlag, Deutschland Tagebuch 1945–1946. ISBN 3-351-02596-3
- 2006 — Stockholm, Zweden: Ersatz, Tysk dagbok 1945–46. ISBN 91-88858-21-9
- 2008 — Berlijn, Duitsland: Aufbau-Tb-Verlag, Deutschland Tagebuch 1945–1946. ISBN 3-74668-155-3
- 2012 — Stockholm, Zweden: Ersatz (e-book), Tysk dagbok 1945–46. ISBN 9789186437831
- 2015 — Moskou, Rusland: ROSSPEN, Владимир Гельфанд. Дневник 1941–1946. ISBN 978-5-8243-1983-5; uitgeverij Knizhniki. ISBN 978-5-9953-0395-4
- 2016 — Moskou, Rusland: ROSSPEN, Владимир Гельфанд. Дневник 1941–1946. ISBN 978-5-8243-2023-7; uitgeverij Knizhniki. ISBN 978-5-9953-0437-1